# Chandrashekhar Dasgupta
Chandrashekhar Dasgupta (* 2. Mai 1940 in Kalkutta, Westbengalen, Britisch-Indien; † 2. März 2023) war ein indischer Diplomat, der 2008 mit dem Padma Bhushan ausgezeichnet wurde, dem dritthöchsten indischen Zivilorden nach dem Bharat Ratna und dem Padma Vibhushan.

## Leben
Chandrashekhar Dasgupta absolvierte ein Studium der Wirtschaftswissenschaften an der University of Delhi. Er trat 1962 in den diplomatischen Dienst IFS (Indian Foreign Service) und fand in den folgenden Jahren zahlreiche Verwendungen im Außenministerium sowie an Auslandsvertretungen. Er war zwischen 1981 und 1984 Hochkommissar in Singapur sowie anschließend als Nachfolger von Preet Mohan Singh Malik von Februar 1984 bis zu seiner Ablösung durch Hardev Bhalla am 1. April 1986 Hochkommissar in Tansania. Er war ferner Vize-Vorsitzender der Vorbereitungsausschüsse für das Rahmenübereinkommen der Vereinten Nationen über Klimaänderungen UNFCCC (United Nations Framework Convention on Climate Change) sowie die Konferenz der Vereinten Nationen über Umwelt und Entwicklung UNCED (United Nations Conference on Environment and Development), die als sogenannte „Rio-Konferenz“ vom 3. bis 14. Juni 1992 in Rio de Janeiro stattfand.
Am 2. März 1993 übernahm er von Salman Haidar den Posten als Botschafter in der Volksrepublik China und hatte diesen bis zum 25. September 1996 inne, woraufhin Vijay K. Nambiar ihn ablöste. Am 25. Juni 1996 löste er Amar Nath Ram als Botschafter in Belgien und übte dieses Amt bis zum 31. August 2000 aus, woraufhin Pradeep Kumar Singh seine Nachfolge antrat. Zugleich war er in Personalunion als Botschafter in den Niederlanden und Luxemburg akkreditiert und Leiter der Ständigen Vertretung Indiens bei der Europäischen Union. Im Anschluss war er von 2000 bis 2004 Sicherheitsberater von Premierminister Atal Bihari Vajpayee. Er war zudem Vorsitzender der China Task Force.
Dasgupta war als Fellow für das in Neu-Delhi tätige Forschungsinstitut The Energy and Resources Institute (TERI) und den UN-Ausschuss für wirtschaftliche, soziale und kulturelle Rechte CESCR (Committee on Economic, Social and Cultural Rights) tätig. Darüber hinaus war er von Januar 2007 bis Dezember 2010 Mitglied im Ausschuss für den Internationalen Pakt über wirtschaftliche, soziale und kulturelle Rechte ICESCR (International Covenant on Economic, Social and Cultural Rights) und wurde für seine langjährigen Verdienste 2008 mit dem Padma Bhushan ausgezeichnet. 2014 wurde er von Premierminister Narendra Modi zum Mitglied des Rates des Premierministers zum Klimawandel ernannt.

## Veröffentlichungen
- War and Diplomacy in Kashmir, 1947–48, 2002
- India and Bangladesh Liberation War, 2022